# Radenska

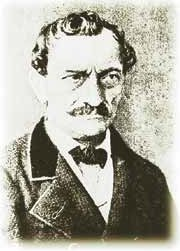
Dr Karl Henn, premier à mettre l'eau Radenska en bouteilles.

Radenska est une marque d'eau minérale slovène, appartenant à Radenska. Elle est l'une des plus anciennes marques slovènes.

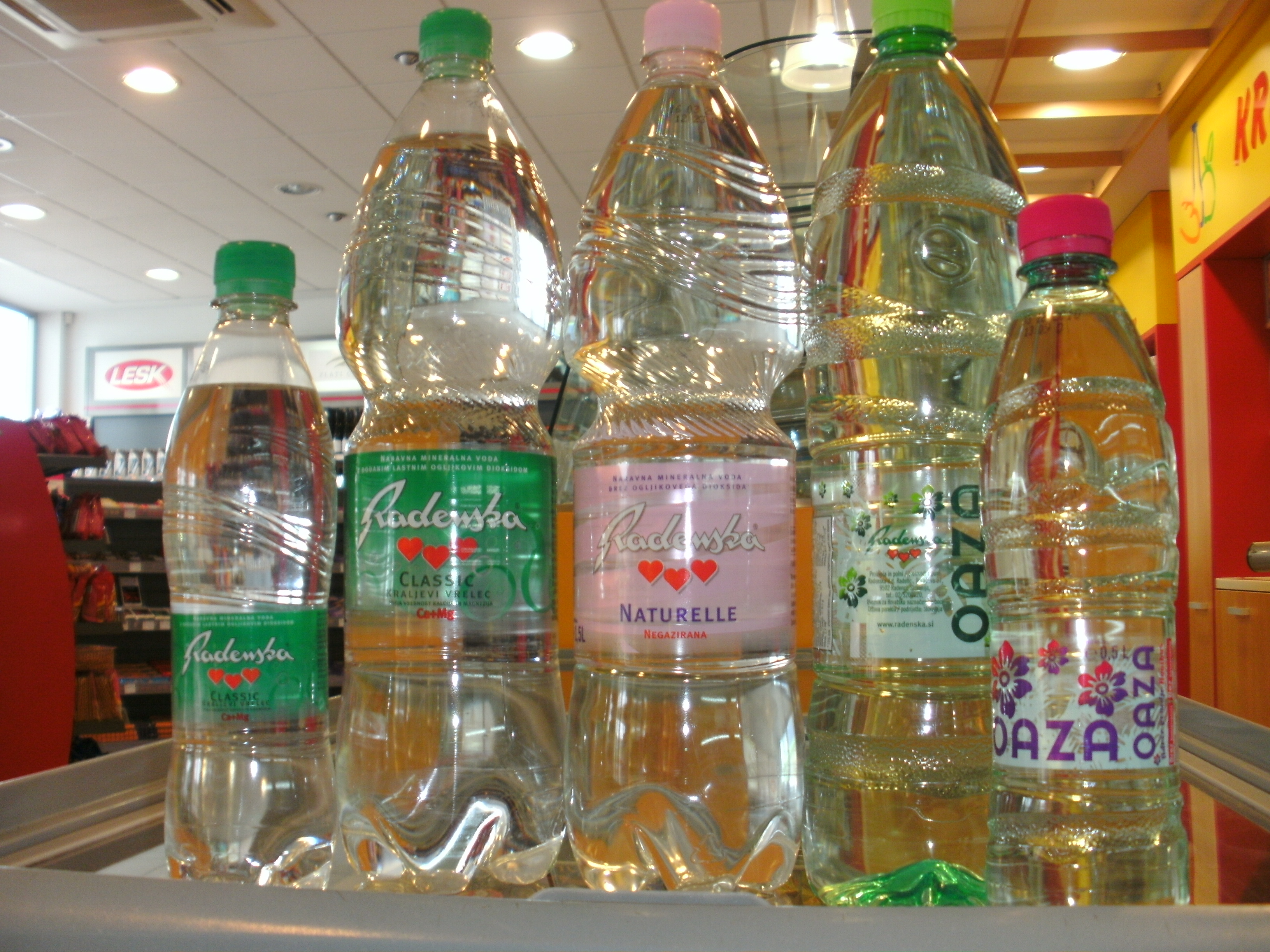
Plusieurs bouteilles de Radenska.

Le développement de la société d'eau minérale a commencé à Radenci en 1869, lorsque le Dr Karl Henn, propriétaire du terrain, a rempli les premières bouteilles d'eau minérale.  Depuis 1936 Radenska utilise le symbole de trois cœurs rouges, symbolisant les trois pays de l'ex-royaume de Yougoslavie : Serbes, Croates et Slovènes.